# Paraleptastacus monensis
Paraleptastacus monensis is een eenoogkreeftjessoort uit de familie van de Leptastacidae. De wetenschappelijke naam van de soort is voor het eerst geldig gepubliceerd in 1986 door Whybrew.